# 왕상 (중자)
왕상(王賞, ? ~ ?)은 전한 말기의 관료로, 자는 중자(中子)이며 낭야군 사람이다.

## 행적
홍가 원년(기원전 20년), 동군태수에서 소부로 승진하였으나 4년 후 면직되었다.

## 출전
- 반고, 《한서》 권19하 백관공경표 下

| 전임 설선 | 전한의 소부 기원전 20년 ~ 기원전 16년 | 후임 진함 |